# Psilaspilates catilla
Psilaspilates catilla är en fjärilsart som beskrevs av Max Joseph Bastelberger 1907. Psilaspilates catilla ingår i släktet Psilaspilates och familjen mätare. Inga underarter finns listade.